# Iola (Teksas)
Iola je grad u američkoj saveznoj državi Teksas. Prema popisu stanovništva iz 2010. u njemu je živjelo 401 stanovnika.